# Lisa Williams
Lisa Williams is een Amerikaanse actrice.
Ze is ook actief als actrice onder de naam Lisa Williams-Fanjoy.

## Biografie
Williams begon met acteren in 1991 in de televisieserie Sisters. Hierna speelde ze rollen in een aantal andere televisieseries en films, waaronder de rol van Lisa in de soapserie Days of our Lives (1993 - 2007).

## Filmografie[2]
- 1993 - 2007 , 2021 Days of our Lives – als Lisa / Kristen / Susan Body Double – televisieserie (388 afl.)
- 1997 Pousse Cafe – als Eilene – film
- 1997 Tidal Wave: No Escape – als verslaggeefster – film
- 1995 Never Say Never: The Deidre Hall Story – als receptioniste – film
- 1995 Beverly Hills, 90210 – als Barbara Korman – televisieserie (2 afl.)
- 1991 Sisters – als sexy vrouw – televisieserie (1 afl.)